# Bodil (Vorname)
Bodil ist ein dänischer weiblicher Vorname. Er leitet sich vermutlich von Bothild her, das sich wiederum aus dem altsächsischen Bodo, „Bote“ und dem althochdeutschen Hiltia, „Kampf“ zusammensetzt.

## Namensträgerinnen
- Bodil Gertrud Begtrup (1903–1987), dänische Politikerin, Frauenrechtlerin und Diplomatin
- Bodil Bredsdorff (* 1951), dänische Kinder- und Jugendbuchautorin
- Bodil Duus (* um 1915), dänische Badmintonspielerin
- Bodil Ipsen (1889–1964), dänische Schauspielerin und Filmregisseurin
- Bodil Joensen (1944–1985), dänische Pornodarstellerin
- Bodil Kjer (1917–2003), dänische Schauspielerin
- Bodil Malmsten (1944–2016), schwedische Dichterin und Schriftstellerin
- Bodil Niska (* 1954), norwegische Jazzmusikerin
- Bodil Rosing (1876–1941), dänisch-amerikanische Schauspielerin
- Bodil Ryste (* 1979), norwegische Skibergsteigerin
- Bodil Steen (1923–1979), dänische Schauspielerin
- Bodil Steensen-Leth (* 1945), dänische Schriftstellerin
- Bodil Strømann (* um 1910; †), dänische Badmintonspielerin
- Bodil Svendsen (* 1916), dänische Kanutin
- Bodil Udsen (1925–2008), dänische Schauspielerin
- Bodil Valero (* 1958), schwedische Politikerin